# Imperial overstretch
Imperial overstretch is de overbelasting van de middelen van een wereldrijk doordat het te groot groeit, waardoor het niet langer in staat is om de militaire en economische verplichtingen die daarbij horen na te komen, laat staan om verder te groeien. Doordat op te veel plaatsen moet worden opgetreden, kan dat niet meer overal voldoende effectief gebeuren.

## Ontstaan
Het begrip imperial overstretch werd geïntroduceerd door de Britse historicus Paul Kennedy. Hij schreef in een artikel, en later in zijn boek De wisselkoers van de macht uit 1987:
| The United States now runs the risk, so familiar to historians of the rise and fall of Great Powers, of what might be called "imperial overstretch": that is to say, decision-makers in Washington must face the awkward and enduring fact that the total of the United States's global interests and obligations is nowadays far too large for the country to be able to defend them all simultaneously. | De Verenigde Staten lopen nu het risico van wat 'imperial overstretch' genoemd zou kunnen worden, een bij geschiedschrijvers van opkomst en verval van grootmachten o zo vertrouwd begrip: anders gezegd, beleidsmakers in Washington moeten het nare maar blijvende feit onder ogen zien, dat het totaal aan Amerikaanse belangen en verplichtingen, verspreid over de hele wereld, tegenwoordig veel te groot is voor het land om ze allemaal tegelijk te kunnen verdedigen. |

## Analyse van Paul Kennedy
In De wisselkoers van de macht (The Rise and Fall of the Great Powers) analyseerde Paul Kennedy de wereldgeschiedenis van de laatste 500 jaar. Centraal in zijn beschouwing staat dat op de lange duur de economische ontwikkeling van een land bepaalt hoe sterk het politiek en militair kan optreden. In de loop van de geschiedenis blijken er altijd verschuivingen in economische groei te zijn. Daardoor kan een land gedurende een bepaalde periode veel rijker worden dan andere en zich dan als een wereldrijk laten gelden. Maar na verloop van tijd zijn er altijd andere landen die hun achterstand inhalen. Er zijn dan veel hogere kosten gemoeid met het overal behouden van overwicht, wat op zichzelf weer de economische ontwikkeling van het wereldrijk onder druk zet. Zo ontstaat er uiteindelijk een situatie waarin het geheel van politieke en militaire verplichtingen de economische mogelijkheden van een wereldmacht te boven gaat: imperial overstretch.

## Historische voorbeelden
- Het Perzische rijk
- Het enorme, zeer kortstondige rijk van Alexander de Grote
- Het Romeinse Rijk veroverde veel van de bekende wereld. De ondergang van het rijk wordt, naast andere oorzaken, ook toegeschreven aan imperial overstretch
- Het Habsburgse Rijk dat - vaak tegelijkertijd - oorlogen voerde tegen het Ottomaanse Rijk, de Republiek der Zeven Verenigde Nederlanden, Portugal en Frankrijk
- Spanje, het wereldrijk, "waarin de zon niet onderging", dat uiteindelijk door opstanden zijn koloniën verloor
- Portugal, dat eerst zijn koloniën in Oost-Azië en later Brazilië verloor
- Het Britse Rijk (British Empire), het grootste imperium uit de wereldgeschiedenis
- Het China van de Ming-dynastie
- Het Mongoolse Rijk van Dzjengis Khan, het op een na grootste imperium uit de wereldgeschiedenis
- Het Mogolrijk in Zuid-Azië
- Het Ottomaanse Rijk (1299-1922)
- Het Derde Rijk (1933-1945) van Adolf Hitler

- Sommige auteurs achten de term imperial overstretch inmiddels ook van toepassing op de Verenigde Staten.

## Noot
1. 1 2 3  Kennedy, P. (1987): 'The relative decline of America' in The Atlantic Monthly
2. ↑  Kennedy, P. (1987): The Rise and Fall of the Great Powers, p. 515, 536